# Kryzys na rynku półprzewodników
Kryzys na rynku półprzewodników (również kryzys związany z niedoborem półprzewodników, ang. chip shortage) – globalny kryzys niedoboru rynkowego, w którym zapotrzebowanie na układy scalone potrzebne do produkcji sprzętu elektronicznego było niewspółmierne do ich dostępności. Zapoczątkowany w 2020 roku, szczególnie pogłębił się w połowie 2021 roku, dotykając dotąd 169 branż, na czele z producentami samochodów i sprzętu elektronicznego. Do 2023 roku kryzys został w większości opanowany.

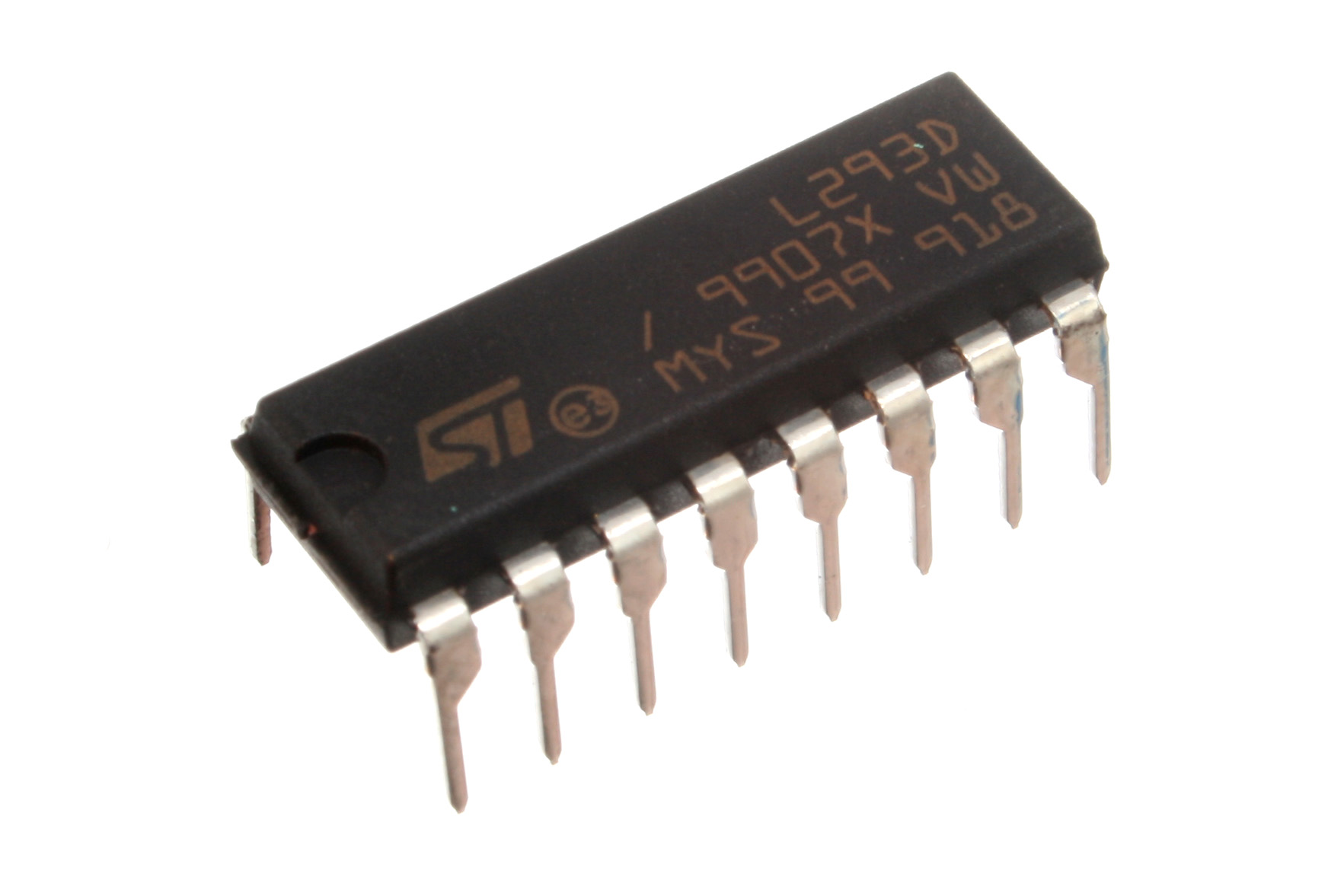
Układ scalony

## Przyczyny

### Pandemia COVID-19
Główną przyczyną kryzysu niedoboru półprzewodników była pandemia COVID-19, której wybuch w marcu 2020 roku zapoczątkował falę wprowadzania przez władze państwowe ograniczeń w funkcjonowaniu gospodarek, tzw. lockdownów. Producenci sprzętu elektronicznego i samochodów pod wpływem presji pracowników, władz lub w ramach działań prewencyjnych wprowadzili ograniczenia lub całkowicie wstrzymali produkcję w swoich zakładach, głównie w Stanach Zjednoczonych i Europie. Wstrzymania linii produkcyjnych objęły także producentów półprzewodników.

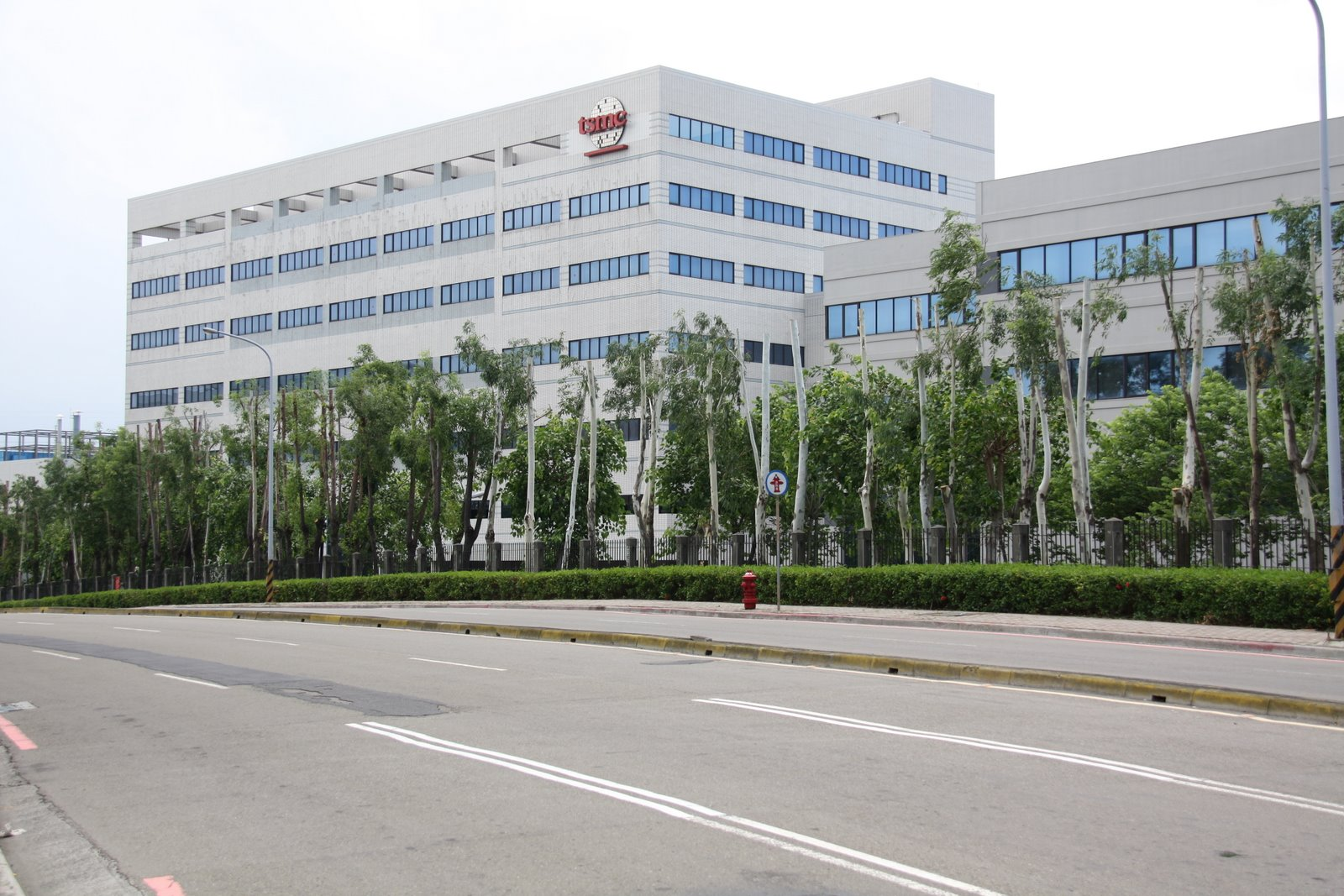
Fabryka półprzewodników TSMC w Xinzhu, Tajwan

Czynniki te doprowadziły do załamania się łańcucha dostaw w skali globalnej, dotykając szczególnie branże wykorzystujące półprzewodniki do produkcji samochodów, sprzętu elektronicznego czy urządzeń AGD. Brak dostaw nowych elementów doprowadził do zachwiania równowagi, wymuszając u producentów korzystanie przede wszystkim z zapasów magazynowych, które szybko zaczęły się wyczerpywać. Brak dostępu do kluczowych elementów niezbędnych do skompletowania np. samochodów lub laptopów na etapie produkcji, uniemożliwił ich dystrybucję. W konsekwencji w połowie pierwszego kwartału 2021 roku rozpoczęła się globalna fala zawieszeń produkcji do odwołania.
Czynnikiem komplikującym problem z niedoborami półprzewodników stał się boom na sprzęt komputerowy i elektroniczny, jaki zaobserwowano już w pierwszym okresie trwania pandemii COVID-19 pod koniec 2020 roku, który stymulowała konieczność masowego przejścia uczniów i studentów na nauczanie zdalne, a pracowników – na pracę zdalną. Do pogłębienia się kryzysu w 2021 roku przyczyniła się także branża motoryzacyjna, która po okresie lockdownów zaczęła odnotowywać gwałtowne zwiększenie zainteresowania zakupem samochodów po drastycznych spadkach z poprzedniego roku.

### Wojna handlowa USA-Chiny
Oprócz pandemii COVID-19, na rok 2020 przypadło także inne wydarzenie bezpośrednio prowadzące do kryzysu z dostępnością półprzewodników. Pod koniec września 2020 gabinet ówczesnego prezydenta Stanów Zjednoczonych, Donalda Trumpa, zdecydował się nałożyć sankcje na największego chińskiego producenta układów scalonych, SMIC. Wskazano, że aby eksportować amerykańskie produkty do SMIC, lub sprzedawać im prawa do technologii, konieczne będzie uzyskanie licencji od rządu. Podstawą do nałożenia sankcji były zarzuty o współpracę SMIC z chińskim wojskiem.
Restrykcje zmusiły globalne firmy do zmiany źródła pozyskiwania półprzewodników, m.in. na tajwańskie TSMC i południowokoreańskiego Samsunga, które już wcześniej osiągały maksymalne wartości swoich mocy produkcyjnych. Sytuacja ta pogłębiła braki w zaopatrzeniu w półprzewodniki.

### Susza na Tajwanie
W 2021 roku Tajwan, będący jednym z najważniejszych miejsc produkcji i dystrybucji układów scalonych na świecie, został nawiedzony przez najdotkliwszą od 50 lat suszę. Niedobory wody uderzyły bezpośrednio w takich potentatów jak TSMC, którzy potrzebują dużych ilości wody destylowanej do oczyszczania wafli krzemowych i innych elementów w procesie produkcji. Dziennie firma ta wykorzystuje 63 000 ton wody, co w okresie suszy stanowiło 10% zasobów wodnych dwóch okolicznych zbiorników.

### Inwazja Rosji na Ukrainę
W 2022 roku Ukrainę, jednego z największych producentów neonu, niezbędnego do produkcji półprzewodników, zaatakowała Rosja. 

## Wpływ na branżę motoryzacyjną

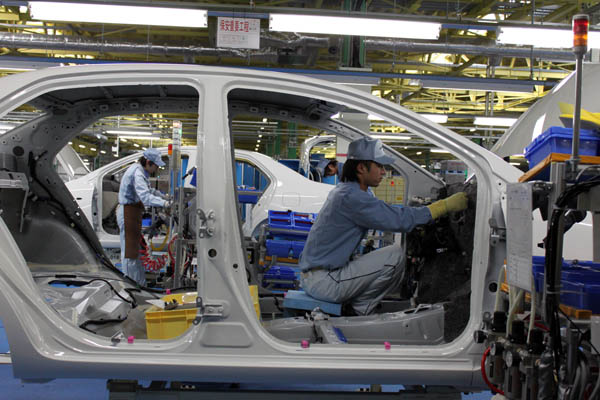
Toyota w II połowie 2021 ograniczyła produkcję o 40%

### Samochody nowe
Niedobór półprzewodników w drastycznym stopniu wpłynął na branżę motoryzacyjną, dla której te komponenty są niezbędne, m.in. do systemów multimedialnych montowanych na coraz bardziej masową skalę w kolejnych modelach samochodów na różnych rynkach świata. Według badania niemieckiego instytutu IFO z września 2021 84% przedstawicieli niemieckiego przemysłu motoryzacyjnego wskazało problemy z dostępnością komponentów do produkcji samochodów. W Polsce wśród producentów części liczba ta wzrosła do 92%. Według szacunków agencji IHSMarkit, w pierwszej połowie 2021 roku mogło powstać o 4 miliony mniej samochodów niż planowano wcześniej.
We wrześniu 2021 roku Toyota ogłosiła, że jest zmuszona do ograniczenia w najbliższych miesiącach swoich mocy produkcyjnych o 40%, ograniczając plan z 900 do 540 tysięcy pojazdów. General Motors podjęło z kolei radykalny krok, całkowicie zatrzymując produkcję w większości swoich fabryk samochodów w Ameryce Północnej.

### Rynek wtórny
Konieczność wstrzymania produkcji doprowadziła do opóźnienia terminów dostaw nowych samochodów, co przekierowało uwagę nabywców szukających pilnie nowych pojazdów na rynek wtórny. Wzmożone zainteresowanie samochodami używanymi doprowadziło do odnotowywanych regionalnie wzrostów cen – w Wielkiej Brytanii samochody używane zyskały odpowiednio 108,6% i 6,6% procentowy wzrost popularności w stosunku do 2020 i 2019 roku.

### Startupy
Niedobór półprzewodników wpłynął także na mniejszych producentów samochodów nowej fali z przełomu pierwszej i drugiej dekady XXI wieku. Amerykańska Tesla zmuszona była do ogłoszenia we wrześniu 2021 ponownego przełożenia wielokrotnie opóźnianej daty rozpoczęcia produkcji swoich modeli Roadster i Cybertruck, z kolei konkurencyjny Rivian dwukrotnie w ciągu trzech miesięcy musiał opóźnić termin rozpoczęcia dostaw gotowego do sprzedaży modelu R1T.

### Działania regionalne

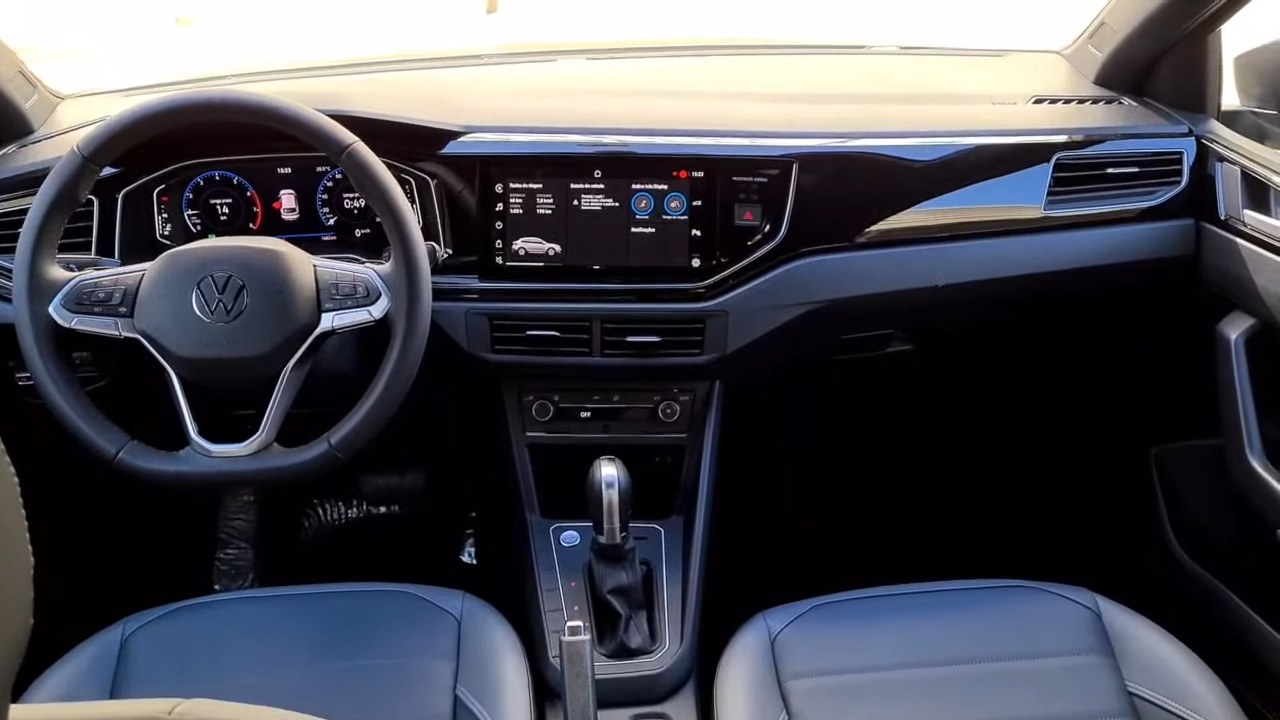
Volkswagen Nivus od sierpnia 2021 nie jest sprzedawany w Brazylii ze standardowym dotychczas centralnym ekranem systemu multimedialnego

Niektórzy producenci, zamiast wstrzymywać produkcję nowych samochodów, wybrali ukończenie procesu produkcji w fabryce bez potrzebnego półprzewodnika, umieszczając pojazdy na specjalnym parkingu w oczekiwaniu na uzupełnienie stanów magazynowych o brakujący komponent. Zrobił tak Ford z kilkoma tysiącami półciężarówek F-Series Super Duty, umieszczając je na płycie toru wyścigowego Kentucky Speedway.
Niedobór półprzewodników w szczególnym stopniu dotknął także rynek samochodów nowych w Ameryce Południowej. Aby uniknąć przedłużających się opóźnień w dostawach samochodów do nabywców, Volkswagen zdecydował się pozbawić wybrane modele centralnych wyświetlaczy systemów multimedialnych – w sierpniu 2021 roku najpierw wprowadzono to rozwiązanie do taniego hatchbacka Fox, a dwa tygodnie później także do crossovera Nivus. We wrześniu polityką tą objęto kolejne modele – Polo i Virtus.
Inaczej problem ten zdecydował się rozwiązać brazylijski oddział Toyoty, który podjął decyzję w sprawie produkcji modeli Corolla bez fabrycznych ekranów systemu multimedialnego, jednocześnie nawiązując współpracę z lokalnym producentem wyświetlaczy, aby zapewnić klientom pierwotną funkcję, niemożliwą do dostarczenia na czas z racji niedoboru półprzewodników.

## Wpływ na inne branże

### Karty graficzne
Problemy z dostępnością półprzewodników w 2021 roku zbiegły się ze wzmożoną popularnością koparek kryptowalut i dużym popytem na sprzęt komputerowy, co doprowadziło do utrudnienia dostępności nowych kart graficznych. To z kolei wydłużyło czas oczekiwania na kupowane laptopy i komputery.

### Konsole do gier
Okres tzw. lockdownów poza zwiększeniem popytu na potrzebny do nauki i pracy sprzęt komputerowy doprowadził także do wzrostu popytu na konsole do gier, co napędziła premiera PlayStation 5 jesienią 2020 roku. Producent określił w momencie prezentacji, że braki w dostawach mogą potrwać do końca 2022 roku. Podobne ostrzeżenia wystosował także konkurencyjny Microsoft, który w tym samym czasie przedstawił konsole nowej generacji, Xbox Series X/S.